# زنابق أحادية الفلقة
زنابق أحادية الفلقة (زنابق، زنبقيات أحادية الفلقة، بتلات أحادية الفلقة، زنابق بتلية أحادية الفلقة) هو اسم غير رسمي يستخدم (تجميع الأصناف ذات الخصائص المشتركة) لخمسة رتب أحادية (بيتروسافيات، ديسقوريات، كاذيات، زنبقيات والهليونيات) حيث أغلبية الأنواع لها أزهار ذات أوراق زهرية ملونة كبيرة نسبيًا. هذه الخاصية مشابهة لتلك الموجودة في فصيلة الزنابق. تشير بتلات احادية الفلقة إلى الأزهار التي تحتوي على أوراق زهرية والتي تشبه جميعها البتلات. تم أيضًا تطبيق المصطلحات التصنيفية زنبقونات أو نبيتات الزنابق (Liliiflorae) على هذه المجموعة في أوقات مختلفة. منذ أوائل القرن التاسع عشر، وضُع العديد من الأنواع في هذه المجموعة من النباتات في فصيلة محددة على نطاق واسع للغاية، الزنبقية بالمعنى الواسع أو (فصيلة الزنبقية). لا تزال أنظمة التصنيف هذه موجودة في العديد من الكتب والمصادر الأخرى. مُيّزت الزنابق أحادية الفلقة عن العصيفيات.